# Leptometra phalangium
Leptometra phalangium is een haarster uit de familie Antedonidae.
De wetenschappelijke naam van de soort werd in 1841 gepubliceerd door Johannes Peter Müller.